# Empis uruguayensis
Empis uruguayensis är en tvåvingeart som beskrevs av Lynch Arribalzaga 1878. Empis uruguayensis ingår i släktet Empis och familjen dansflugor. Inga underarter finns listade i Catalogue of Life.